# Halichoeres richmondi
Espèce
Statut de conservation UICN

 LC  : Préoccupation mineure
Halichoeres richmondi, communément nommé labre de Richmond, est un poisson osseux de petite taille de la famille des Labridae natif de la zone centrale du Bassin Indo-Pacifique.

## Description
Le labre de Richmond est un poisson de petite taille qui peut atteindre une longueur maximale de 19 cm pour les mâles .
Le corps est fin, relativement allongé, sa bouche est terminale et son museau est plus allongé que celui des autres labres du genre Halichoeres. Sa livrée varie en fonction des phases de maturité.
Durant la phase juvénile, le labre de Richmond possède une teinte de fond bleu-vert clair, son corps est parcouru sur toute la longueur des flancs par des lignes longitudinales orange. Il possède également deux ocelles noirs : le premier sur la partie supérieure du pédoncule caudal et le deuxième au centre de la nageoire dorsale. Une tache noire est présente également sur les premiers rayons de cette dernière.
Les juvéniles ainsi que les femelles possèdent une nageoire anale orange.
En phase terminale, les mâles ont généralement une teinte de fond verte, ses flancs sont parcourus de lignes bleues dont les motifs peuvent faire penser à des chaines. Le bord extérieur des nageoires dorsales, caudales et anales sont bleus. Autres caractéristiques marquantes, le profil de la tête est concave et de couleur vert-brun.

## Distribution & habitat
Le labre de Richmond est présent dans les eaux tropicales et subtropicalesdu centre du bassin Indo-Pacifique soit de l'Indonésie aux Philippines et du sud du Japon aux îles Salomon .
Le labre de Richmond apprécie les eaux peu profondes des lagons et des passes richement garnis en corail mou et ce jusqu'à environ 12 mètres de profondeur,,.

## Biologie
Le labre de Richmond est un prédateur qui se nourrit essentiellement de petits invertébrés comme des crustacés, des mollusques, des vers, des échinodermes qu'il capture sur le substrat ou dans le sable . Il vit et cherche sa nourriture en petits groupes éclatés 
Comme la majorité des labres, le labre de Richmond est hermaphrodite protogyne, à savoir que les individus commencent leur existence en tant que femelle et possèdent la capacité de devenir mâle plus tard.

## Statut de conservation
L'espèce ne fait face à aucune menace importante en dehors de la collecte pour le marché de l’aquariophilie, elle est toutefois classée en "préoccupation mineure"(LC) par l'UICN .